# Lemahputro
Lemahputro is een bestuurslaag in het regentschap Sidoarjo van de provincie Oost-Java, Indonesië. Lemahputro telt 12.931 inwoners (volkstelling 2010).